# اوسمار ویرا
اوسمار لوس ویرا (به انگلیسی: Osmar Loss Vieira) (زاده ۳ ژوئیه ۱۹۷۵) مربی حرفه‌ای فوتبال اهل برزیل است.
او در ۲۷ ژانویه ۲۰۲۴ به عنوان سرمربی پرسپولیس در لیگ برتر خلیج فارس انتخاب شد.

## دوران حرفه‌ای
ویرا دوران مربیگری خود را با تیم جوانان اینترناسیونال در سال ۱۹۹۴ آغاز کرد. در تاریخ ۶ ژوئیه ۲۰۰۹، او به عنوان مربی تیم ب آن باشگاه منصوب شد.
او در مرداد ماه ۱۴۰۱ با نظر یحیی گل محمدی سرمربی وقت پرسپولیس به عنوان مربی جدید و جایگزین حمید مطهری انتخاب شد و طی قراردادی به این تیم پیوست.
سرانجام در بهمن ماه ۱۴۰۲، پس از جدایی یحیی گل محمدی، او توسط رضا درویش به عنوان سرمربی پرسپولیس برای نیم‌فصل دوم لیگ برتر فوتبال ایران ۰۳–۱۴۰۲ انتخاب شد. ویرا در فصل ۰۳–۱۴۰۲، پرسپولیس را به قهرمانی رساند، و در پایان از این تیم جدا شد. اوسمار ویرا در پایان فصل ۱۴۰۳_۱۴۰۲ به عنوان بهترین سرمربی سال فوتبال ایران انتخاب شد.

## افتخارات

### به عنوان سرمربی
پرسپولیس
- قهرمان لیگ برتر خلیج فارس: ۰۳–۱۴۰۲

اینترناسیونال
- قهرمان رکوپا سودامریکانا: ۲۰۱۱
- قهرمان Campeonato Brasileiro Sub-20: ۲۰۱۳

کورینتیانس
- قهرمان Copa São Paulo de Futebol Júnior: ۲۰۱۵, ۲۰۱۷

### دستیار مربی
پرسپولیس
- قهرمان لیگ برتر خلیج فارس: ۰۲–۱۴۰۱
- قهرمان جام حذفی فوتبال ایران: ۰۲–۱۴۰۱
- قهرمان سوپر جام فوتبال ایران: ۱۴۰۲